# Der Untergang des Abendlandes
Der Untergang des Abendlandes (La decadència d'Occident) és un assaig en llengua alemanya publicat el 1918 (la primera part) i el 1922 (la segona) pel filòsof i historiador Oswald Spengler. L'autor hi fa una síntesi històrica que reuneix simbolisme, religió, pintura i escultura, política, filosofia, ciències físiques i biològiques, matemàtiques, metafísica, literatura, arquitectura, música, economia i tecnologia. Aquest assaig es presenta com una aplicació als fenòmens culturals del mètode morfològic que Johann W. von Goethe havia desenvolupat per a les ciències naturals i que consisteix a derivar fenòmens d'un "fenomen primitiu únic". El va traduir al francés el filòsof Mohand Tazerout els 1931-1933.

## "Esquema d'una morfologia de la història universal"
Per emfasitzar la influència del mètode morfològic de Goethe, Spengler donà a Der Untergang des Abendlandes el subtítol d'"Esquema d'una morfologia de la història universal". De fet, aquest treball analitza la història tot diferenciant-ne grans cultures històriques que, com els éssers biològics, naixen, creixen, decauen i moren. En distingeix vuit grans cultures i tres grans actituds pròpies d'Occident: l'actitud apol·línia, l'actitud màgica i l'actitud faustiana. Aquesta síntesi pretén ser lúcida.
Spengler també és un dels darrers autors atrapats pel romanticisme del fracàs de les civilitzacions i la malenconia de la fi del món. Desplega una visió cíclica o "esfèrica" de la història, en què aquesta no té sentit. Cada cultura està determinada pel seu patrimoni, els seus valors i el seu sentit del destí.
En el segon volum, publicat el 1922, Oswald Spengler posa l'accent en les diferències entre el socialisme alemany, que li sembla compatible amb el conservadorisme prussià, i el marxisme. El 1924, al final de la crisi econòmica, Spengler entra en política amb el pla de portar al poder el general Hans von Seeckt: serà un fracàs.

## Taules sinòptiques
Tres taules sinòptiques presenten les etapes paral·leles de quatre civilitzacions diferents en els camps espiritual, estètic i polític.
- Èpoques espirituals (Geistesepochen)
- Èpoques estètiques (Kunstepochen)
- Èpoques polítiques (Politischer Epochen)

### Èpoques espirituals
| | L'Índia (del 1500 ae)                                                                                       | L'Edat antiga (del 1100 ae)                                                                                        | L'Aràbia (del 1) | Occident (del 900) |
| Primavera: Intuïció i paisatge. Creacions grandioses d'una ànima rural, profundament somniadora. Unitat i riquesa suprapersonals                                                                       | 1. Naixement d'un mite com a expressió d'un nou sentiment de Déu: angoixa i nostàlgia còsmiques             | 1. Naixement d'un mite com a expressió d'un nou sentiment de Déu: angoixa i nostàlgia còsmiques                    | 1. Naixement d'un mite com a expressió d'un nou sentiment de Déu: angoixa i nostàlgia còsmiques                                      | 1. Naixement d'un mite com a expressió d'un nou sentiment de Déu: angoixa i nostàlgia còsmiques                                                                                        |
| Primavera: Intuïció i paisatge. Creacions grandioses d'una ànima rural, profundament somniadora. Unitat i riquesa suprapersonals                                                                       | 1500 ae-1200 ae: Religió de Veda. Llegendes heroiques dels aris                                             | 1100 ae-800 ae: Religió popular de Demèter hel·lenicoitàlica. El mite olímpic. Homer. Llegendes d'Hèracles i Teseu | 1‑300: Església primitiva. Marció, gnosi, sincretisme (Mitra i Baal). Evangelis i Apocalipsi. Llegendes cristianes, i mazdeisme      | 900‑1200: Catolicisme germànic. Edda (Baldre). Bernard de Claravall, Joaquim de Fiore, Francesc d'Assís. Epopeia popular (sigurd) i ccavalleria (Greal). Llegendes pietoses d'Occident |
| Primavera: Intuïció i paisatge. Creacions grandioses d'una ànima rural, profundament somniadora. Unitat i riquesa suprapersonals                                                                       | 2. Organització primera, misticometafísica, de la nova institució còsmica: l'alta escolàstica               | | | |
| Primavera: Intuïció i paisatge. Creacions grandioses d'una ànima rural, profundament somniadora. Unitat i riquesa suprapersonals                                                                       | Les fragments més antics del Veda                                                                           | Orfisme primitiu (oral). Disciplina etrusca. Ressò en Hesíode i la Cosmogonia                                      | Orígenes, mort el 254. Plotí, mort el 269. Mani, mort el 271. Iàmblic de Calcis, mort el 330. Avesta, Talmud i literatura patrística | Tomàs d'Aquino, mort el 1274. Duns Escot, mort el 1308. Dante, mort el 1321. Eckart, mort el 1329. Mística i escolàstica                                                               |
| Estiu: Maduració de la consciència interior. Les primeres emocions crítiques de l'ànima ciutadana i burgesa                                                                                            | 3. La Reforma: insurrecció ètnica col·lectiva contra les grans formes del passat                            | 3. La Reforma: insurrecció ètnica col·lectiva contra les grans formes del passat                                   | 3. La Reforma: insurrecció ètnica col·lectiva contra les grans formes del passat                                                     | 3. La Reforma: insurrecció ètnica col·lectiva contra les grans formes del passat |
| Estiu: Maduració de la consciència interior. Les primeres emocions crítiques de l'ànima ciutadana i burgesa                                                                                            | Brahmana, primers elements d'Upanixad (X-IX ae)                                                             | Orfisme. Religió de Dionís i Numa (VII ae)                                                                         | Agustí d'Hipona † 430. Nestorianisme (430). Monofisisme (450) Mazdak (500)                                                           | Nicolau de Cusa † 1464. J. Hus † 1415, Savonarola, Karlstadt, Luter, Cauvin † 1564 |
| Estiu: Maduració de la consciència interior. Les primeres emocions crítiques de l'ànima ciutadana i burgesa                                                                                            | 4. Inici d'una idea purament filosòfica del sentiment còsmic. Antítesi dels sistemes idealistes i realistes | | | |
| Estiu: Maduració de la consciència interior. Les primeres emocions crítiques de l'ànima ciutadana i burgesa                                                                                            | Upanixad | Filosofia presocràtica dels s. VI-V ae                                                                             | Literatura romana d'Orient, jueva, síria, copta, persa dels s. VI-VII                                                                | Galileo, Bacon, Descartes, Bruno, Böhme, Leibniz (s. XVI-XVII) |
| Estiu: Maduració de la consciència interior. Les primeres emocions crítiques de l'ànima ciutadana i burgesa                                                                                            | 5. Formació d'una nova matemàtica: concepte del nombre com a hipòstasi de la forma còsmica                  | | | |
| Estiu: Maduració de la consciència interior. Les primeres emocions crítiques de l'ànima ciutadana i burgesa                                                                                            | Esgotat | El nombre magnitud (mesura). Geometria i aritmàtica. Els pitagòrics a partir del 540 ae                            | El nombre indefinit (àlgebra). (Resta per estudiar.)                                                                                 | El nombre funció (anàlisi). Descartes, Pascal et Fermat (1630). Newton i Leibniz (1670)                                                                                                |
| Estiu: Maduració de la consciència interior. Les primeres emocions crítiques de l'ànima ciutadana i burgesa                                                                                            | 6. El puritanisme: empobriment racionalisticomístic de l'element religiós                                   | | | |
| Estiu: Maduració de la consciència interior. Les primeres emocions crítiques de l'ànima ciutadana i burgesa                                                                                            | Traces en Upanixad                                                                                          | Lliga pitagòrica a partir del 540 ae                                                                               | Mahoma (622). Paulicianisme i iconoclàstia a partir del 650                                                                          | Puritanisme anglés (1620). Jansenisme francés (1640). Port-Royal. |
| Tardor: l'intel·lecte de la gran ciutat i apogeu de la puixança creadora espiritual | 7. Segle de les Llums: fe en la puixança de la raó, culte de la Natura i la "religió raonable"              | 7. Segle de les Llums: fe en la puixança de la raó, culte de la Natura i la "religió raonable"                     | 7. Segle de les Llums: fe en la puixança de la raó, culte de la Natura i la "religió raonable"                                       | 7. Segle de les Llums: fe en la puixança de la raó, culte de la Natura i la "religió raonable"                                                                                         |
| Tardor: l'intel·lecte de la gran ciutat i apogeu de la puixança creadora espiritual | Sutra, Samkhya, Buda. Upanixad de data recent                                                               | Sofistes del s. V ae. Sòcrates † 399 ae. Demòcrit † 360 ae                                                         | Mutazilisme. Sufisme. Nassam, Al-Kindí (830)                                                                                         | Sensualisme anglés: Locke. Enciclopedistes francesos (Voltaire, Rousseau) |
| Tardor: l'intel·lecte de la gran ciutat i apogeu de la puixança creadora espiritual | 8. Apogeu del pensament matemàtic: l'aclariment del món formal dels nombres                                 | | | |
| Tardor: l'intel·lecte de la gran ciutat i apogeu de la puixança creadora espiritual | Esgotat. (El zero com a nombre determinat pel lloc que ocupa)                                               | Arquites † 365 ae. Plató † 346 ae. Eudox † 355 ae. Cònica                                                          | (Teoria dels nombres. Trigonometria esfèrica). No estudiada                                                                          | Euler † 1783. Lagrange † 1813. Laplace † 1827. El càlcul infinitesimal |
| Tardor: l'intel·lecte de la gran ciutat i apogeu de la puixança creadora espiritual | 9. Els grans sistemes definitius idealistes, epistemològics i lògics                                        | | | |
| Tardor: l'intel·lecte de la gran ciutat i apogeu de la puixança creadora espiritual | Ioga, Vedanta; Vaixesika; Nyaya                                                                             | Plató † 346 ae. Aristòtil, † 322 ae                                                                                | Al-Farabí † 950. Avicenna † 1000 | Goethe i Kant. Schelling, Hegel, Fichte |
| Hivern: la civilització cosmopolita comença. Extinció de la força creadora de l'ànima. La vida com a problema. Tendències eticopràctiques de la massa no religiosa, no metafísica de les grans ciutats | 10. Concepció materialista del món: el culte de la ciència, de la utilitat i la felicitat                   | 10. Concepció materialista del món: el culte de la ciència, de la utilitat i la felicitat                          | 10. Concepció materialista del món: el culte de la ciència, de la utilitat i la felicitat                                            | 10. Concepció materialista del món: el culte de la ciència, de la utilitat i la felicitat                                                                                              |
| Hivern: la civilització cosmopolita comença. Extinció de la força creadora de l'ànima. La vida com a problema. Tendències eticopràctiques de la massa no religiosa, no metafísica de les grans ciutats | Sankhya, Carvaka (Lokoyata)                                                                                 | Cinisme, cirenaics, darrers sofistes (Pirró)                                                                       | Sectes comunistes, ateus, «epicuris», del Califat Abbàssida. Els germans de la Puresa                                                | Bentham, Comte, Darwin, Spencer, Stirner, Marx, Feuerbach |
| Hivern: la civilització cosmopolita comença. Extinció de la força creadora de l'ànima. La vida com a problema. Tendències eticopràctiques de la massa no religiosa, no metafísica de les grans ciutats | 11. Els ideals eticosocials: època de la "filosofia no matemàtica". L'escepticisme                          | | | |
| Hivern: la civilització cosmopolita comença. Extinció de la força creadora de l'ànima. La vida com a problema. Tendències eticopràctiques de la massa no religiosa, no metafísica de les grans ciutats | Corrents budistes                                                                                           | Filosofia hel·lenística. Epicur, mort el 270 ae. Zenó, mort el 265 ae                                              | Corrents islàmics | Schopenhauer, Nietzsche; socialisme, anarquisme; Hebbel, Wagner, Ibsen |
| Hivern: la civilització cosmopolita comença. Extinció de la força creadora de l'ànima. La vida com a problema. Tendències eticopràctiques de la massa no religiosa, no metafísica de les grans ciutats | 12. El món formal matemàtic. Els sistemes de pensament                                                      | | | |
| Hivern: la civilització cosmopolita comença. Extinció de la força creadora de l'ànima. La vida com a problema. Tendències eticopràctiques de la massa no religiosa, no metafísica de les grans ciutats | Esgotat | Euclides, Apol·loni (300 ae). Arquimedes (250 ae)                                                                  | Al-Khwarazmí (800). Ibn Qurra (850). Al-Kaixí i Al-Biruní (s. X)                                                                     | Gauss † 1855. — Cauchy † 1857. — Riemann † 1866 |
| Hivern: la civilització cosmopolita comença. Extinció de la força creadora de l'ànima. La vida com a problema. Tendències eticopràctiques de la massa no religiosa, no metafísica de les grans ciutats | 13. Caiguda del pensament abstracte filosòfic per a especialistes. Literatura enciclopèdica                 | | | |
| Hivern: la civilització cosmopolita comença. Extinció de la força creadora de l'ànima. La vida com a problema. Tendències eticopràctiques de la massa no religiosa, no metafísica de les grans ciutats | Els sistemes clàssics                                                                                       | Acadèmia, Perípatos, estoics, epicuris                                                                             | Escoles de Bagdad i de Bassora | Kantians. "Lògics" i "psicòlegs" |
| Hivern: la civilització cosmopolita comença. Extinció de la força creadora de l'ànima. La vida com a problema. Tendències eticopràctiques de la massa no religiosa, no metafísica de les grans ciutats | 14. Un darrer estat d'ànima còsmica s'estén pel món                                                         | | | |
| Hivern: la civilització cosmopolita comença. Extinció de la força creadora de l'ànima. La vida com a problema. Tendències eticopràctiques de la massa no religiosa, no metafísica de les grans ciutats | Budisme del 500 ae                                                                                          | Estoïcisme hel·lenisticoromà del 200                                                                               | Fatalisme pràctic de l’islam del 1000                                                                                                | Socialisme ètic en progrés del 1900 |

### Èpoques estètiques
| | Egipte | Edat antiga | Aràbia | Occident |
| Precultura | Precultura: caos de formes primitives d'expressió humana. Simbolisme místic i imitació                                                            | Precultura: caos de formes primitives d'expressió humana. Simbolisme místic i imitació                                                            | Precultura: caos de formes primitives d'expressió humana. Simbolisme místic i imitació                                                               | Precultura: caos de formes primitives d'expressió humana. Simbolisme místic i imitació                                                                                         |
| Precultura | Període tinita (3400 ae) | Civilització micènica (1600 ae-1100 ae): Egipte tardà (minoics). Període postcassita (Àsia Menor)                                                 | Imperi selèucida (500 ae-1): Baix antic (hel·lenístic). Indi tardà (indoiranià).                                                                     | Període merovingicarolingi (500‑900): àrab tardà (mauritano-romà d'Orient) |
| Cultura: història viva d'un estil exterior complet. Llenguatge formal de profunda necessitat simbòlica                          | 1. Període de joventut: l'ornament i l'arquitectura, expressió elemental de la jove intuïció còsmica ("el primitiu")                              | 1. Període de joventut: l'ornament i l'arquitectura, expressió elemental de la jove intuïció còsmica ("el primitiu")                              | 1. Període de joventut: l'ornament i l'arquitectura, expressió elemental de la jove intuïció còsmica ("el primitiu")                                 | 1. Període de joventut: l'ornament i l'arquitectura, expressió elemental de la jove intuïció còsmica ("el primitiu")                                                           |
| Cultura: història viva d'un estil exterior complet. Llenguatge formal de profunda necessitat simbòlica                          | Antic Egipte, 2900 ae-2400 ae | El dòric 1100 ae-650 ae | El màgic primitiu (1‑500: (sassànida, romà d'Orient, armeni, siri, sabí, "baix antic", "vell cristià")                                               | El gòtic (900‑1500) |
| Cultura: història viva d'un estil exterior complet. Llenguatge formal de profunda necessitat simbòlica                          | a) Naixement i evolució de l'estil: formes amb l'esperit del paisatge creades inconscientment                                                     | | | |
| Cultura: història viva d'un estil exterior complet. Llenguatge formal de profunda necessitat simbòlica                          | IV i V dinastia d'Egipte (2930 ae-2625 ae): estil geomètric de les piràmide. Sèries de columnes vegetals. Sèries de baixos relleus. Estàtues      | Segles XI-IX ae: arquitectura de fusta. Columna dòrica. Arquitrau. estil geomètric (Dípilon). Vasos mortuoris                                     | S. I-III: espais interiors de culte. Basílica. Cúpula. (El Panteó com a mesquita). Les arcades. Els motius cirriformes per a omplir plans. Sarcòfags | S. XI-XIII: romànic i primer gòtic. Les catedrals amb voltes. El sistema de contraforts. Vitralls i plàstica de catedrals.                                                     |
| Cultura: història viva d'un estil exterior complet. Llenguatge formal de profunda necessitat simbòlica                          | b) Perfecció del primer llenguatge formal. Possibilitats i contradiccions                                                                         | | | |
| Cultura: història viva d'un estil exterior complet. Llenguatge formal de profunda necessitat simbòlica                          | VI dinastia (2625 ae-2475 ae): Extinció de les piràmides i relleus epicoidíl·lics. Plàstica arcaica del retrat                                    | S. VIII-VII ae: fi de l'antic doricoetrusc. Pintura ceràmica (mitològica) orientalitzant i ceràmica grega                                         | S. IV-V: fi de la pintura persa siriocopta. Pintura mosaic i arabesc                                                                                 | S. XIV-XV: gòtic tardà i Renaixement. Fresc i escultura: del gòtic Giotto al barroc Michelangelo. Siena, Nuremberg. De Van Eyck a Holbein. Contrapunt i pintura a l'oli        |
| Cultura: història viva d'un estil exterior complet. Llenguatge formal de profunda necessitat simbòlica                          | 2. Període de maduresa: formació d'un grup d'arts conscientment ciutadanes, representades per artistes individuals grans mestres                  | | | |
| Cultura: història viva d'un estil exterior complet. Llenguatge formal de profunda necessitat simbòlica                          | Regne Mitjà d'Egipte (2150 ae-1800 ae) | Jònic (650 ae-350 ae) | (500‑800): (persa i nestorià, romà d'Orient i armeni, islàmic i magrebí)                                                                             | Barroc (1500‑1800) |
| Cultura: història viva d'un estil exterior complet. Llenguatge formal de profunda necessitat simbòlica                          | c) Constitució d'arts per artistes individuals | | | |
| Cultura: història viva d'un estil exterior complet. Llenguatge formal de profunda necessitat simbòlica                          | XI dinastia: art fràgil i important desaparegut quasi sense deixar traces                                                                         | Acabament del cos del temple (de pedra). Columna jònica. Preponderància del fresc fins a Polignot (460 ae). Del Kouros de Tenea a Agèlades        | Acabament de l'espai interior de la mesquita. La cúpula central: Santa Sofia. Mosaics. Acabament de l'estil arabesc en tapissos (Al-Mushatta         | Arquitectura de Michelangelo a Bernini, mort el 1680. Preponderància de la pintura l'oli de Ticià a Rembrandt, mort el 1669. Música d'Orlande de Lassus a Schütz, mort el 1672 |
| Cultura: història viva d'un estil exterior complet. Llenguatge formal de profunda necessitat simbòlica                          | d) Final d'un llenguatge formal refinat | | | |
| Cultura: història viva d'un estil exterior complet. Llenguatge formal de profunda necessitat simbòlica                          | XII dinastia (2000 ae‑1788 ae): Temple de Piló. Piràmide d'Amenemhet III. Estàtua de caràcter. Relleus històrics                                  | Apogeu d'Atenes (488 ae‑350 ae): L'Acròpolis. Plàstica clàssica de Miró a Fídies. Fi del fresc i la ceràmica (Zeuxis)                             | S. VII-VIII: Omeies. Triomf de l'arabesc | L'arquitectura musical: Rococó. Música clàssica de Bach a Mozart. — Fi de la pintura a l'oli clàssica de Watteau a Goya                                                        |
| Cultura: història viva d'un estil exterior complet. Llenguatge formal de profunda necessitat simbòlica                          | e) Força creadora en declivi. Dissolució de la gran forma. Fi de l'estil classicista i Romanticisme                                               | | | |
| Cultura: història viva d'un estil exterior complet. Llenguatge formal de profunda necessitat simbòlica                          | Complicacions (1750 ae). Res no se n'ha preservat                                                                                                 | Temps d'Alexandre. — Corinti. Lisip i Apel·les | Harun ar-Raixid (800). L'art islàmic | Estil Imperi i Biedermeier. Arquitectura neoclàssica. Beethoven i Delacroix |
| Civilització: existència sense forma interior. Art ciutadà com a luxe i esport. L'estil cedeix a modes sense contingut simbòlic | a) Art modern. Problemes estètics. Figuració de la consciència cosmopolita. Transformació de la música, arquitectura, pintura en indústries d'art | a) Art modern. Problemes estètics. Figuració de la consciència cosmopolita. Transformació de la música, arquitectura, pintura en indústries d'art | a) Art modern. Problemes estètics. Figuració de la consciència cosmopolita. Transformació de la música, arquitectura, pintura en indústries d'art    | a) Art modern. Problemes estètics. Figuració de la consciència cosmopolita. Transformació de la música, arquitectura, pintura en indústries d'art                              |
| Civilització: existència sense forma interior. Art ciutadà com a luxe i esport. L'estil cedeix a modes sense contingut simbòlic | Temps dels hicsos (1680 ae‑1580 ae). Art minoic (conservat a Creta)                                                                               | L'hel·lenisme: Pèrgam (teatre). Pintura hel·lenística: verisme, subjectivisme. L'arquitectura de les ciutats dels Diàdocs                         | Dynasties dels sultans dels s. IX-X. Apogeu de l'art del Califat de Còrdova. Samarra                                                                 | S. XIX-XX: Liszt, Berlioz i Wagner. Impressionisme de Constable a Leibl i Manet. L'arquitectura americana                                                                      |
| Civilització: existència sense forma interior. Art ciutadà com a luxe i esport. L'estil cedeix a modes sense contingut simbòlic | b) Termes d'evolució de la forma en general: arquitectura i ornament artificials i sobrecarregats. Imitació de motius arcaics i exòtics           | | | |
| Civilització: existència sense forma interior. Art ciutadà com a luxe i esport. L'estil cedeix a modes sense contingut simbòlic | XVIII dinastia (1580 ae‑1350 ae): Temple de Dar el-Bahari. Colossos de Mèmnon. Art de Cnossos i de Tell Al-Amarna                                 | Romans del 100 ae a 100 acumulen els tres ordres clàssics grecs: Fòrum, teatres (Colosseu) i arcs de triomf                                       | Seljúcides a partir del 1050. "Art oriental" en l'època de les Croades                                                                               | A partir del 2000 |
| Civilització: existència sense forma interior. Art ciutadà com a luxe i esport. L'estil cedeix a modes sense contingut simbòlic | c) Fi de l'art: es forma un fons de formes fixades. Indústria d'art provincial                                                                    | | | |
| Civilització: existència sense forma interior. Art ciutadà com a luxe i esport. L'estil cedeix a modes sense contingut simbòlic | XIX dinastia (1350 ae‑1205 ae): Monuments gegantescs de Luxor, Karnak i Abidos. Miniatura. (Plàstica animal, armes)                               | De Trajà a Aurelià: fòrums, termes, columnes de triomf. Art provincial (ceràmica, estàtues, armes)                                                | Mongols a partir del 1250. Monuments gegantescs (Índia). Artesania oriental (tapissos, armes, útils)                                                 | ? |

### Èpoques polítiques
| | Egipte | Edat antiga | Xina | Occident |
| Precultura                                                                                                   | Precultura. Tipus de poble primitiu. Tribus i caps de tribus. No hi ha encara "política" ni "estat"                                                                                                   | Precultura. Tipus de poble primitiu. Tribus i caps de tribus. No hi ha encara "política" ni "estat"                                             | Precultura. Tipus de poble primitiu. Tribus i caps de tribus. No hi ha encara "política" ni "estat"                                             | Precultura. Tipus de poble primitiu. Tribus i caps de tribus. No hi ha encara "política" ni "estat"                                                             |
| Precultura                                                                                                   | Període tinita (3400 ae-3000 ae) | Micenes. (Agamèmnon) (1600 ae-1100 ae) | Dinastia Shang. 1700 ae‑1300 ae | Francs. (Carlemany) 500‑900 |
| Cultura: grup ètnic d'estil marcat i intuïció còsmica unitària: "nacions". Acció d'una idea d'estat immanent | 1. Període de joventut: divisió orgànica de l'existència política. Els 2 primers ordres: noblesa i clergat. Economia feudal de valors terrenals                                                       | 1. Període de joventut: divisió orgànica de l'existència política. Els 2 primers ordres: noblesa i clergat. Economia feudal de valors terrenals | 1. Període de joventut: divisió orgànica de l'existència política. Els 2 primers ordres: noblesa i clergat. Economia feudal de valors terrenals | 1. Període de joventut: divisió orgànica de l'existència política. Els 2 primers ordres: noblesa i clergat. Economia feudal de valors terrenals                 |
| Cultura: grup ètnic d'estil marcat i intuïció còsmica unitària: "nacions". Acció d'una idea d'estat immanent | Antic Imperi (2900 ae-2400 ae) | Doris (1100 ae-650 ae) | Dinastia Zhou (1300 ae-1800 ae) | Gòtic (900‑1500) |
| Cultura: grup ètnic d'estil marcat i intuïció còsmica unitària: "nacions". Acció d'una idea d'estat immanent | a) Feudalisme: esperit rural. La "vila" és un mercat. Ideals cavallerescs i religiosos. Lluita entre vassalls                                                                                         | | | |
| Cultura: grup ètnic d'estil marcat i intuïció còsmica unitària: "nacions". Acció d'una idea d'estat immanent | L'estat feudal en la IV dinastia. El faraó, encarnació de Ra | El reialme homèric. Noblesa (Ítaca, Etrúria i Esparta)                                                                                          | Poder central (Zhou) oprimit per la noblesa feudal                                                                                              | Sacre Imperi romanogermànic. La noblesa en les Croades. Lluita de les Investidures                                                                              |
| Cultura: grup ètnic d'estil marcat i intuïció còsmica unitària: "nacions". Acció d'una idea d'estat immanent | b) Crisi de les formes patriarcals. De les lligues feudals a l'estat corporatiu | | | |
| Cultura: grup ètnic d'estil marcat i intuïció còsmica unitària: "nacions". Acció d'una idea d'estat immanent | Divisió de l'Imperi en principats hereditaris en la VI dinastia. VII i VIII dinasties i Interregne | Sinecisme nobiliari. La reialesa en magistratures anuals. Oligarquia                                                                            | 934 ae‑909 ae: els vassalls expulsen el 1er Wang. 842 ae: Interregne                                                                            | Prínceps territorials. Estats del Renaixement. Lancaster i York. 1254: interregne                                                                               |
| Cultura: grup ètnic d'estil marcat i intuïció còsmica unitària: "nacions". Acció d'una idea d'estat immanent | 2. Període de maduresa: idea d'estat mur. La ciutrat versus el camp. 3r ordre: la burgesia. Victòria dels diners sobre els béns                                                                       | | | |
| Cultura: grup ètnic d'estil marcat i intuïció còsmica unitària: "nacions". Acció d'una idea d'estat immanent | Regne Mitjà (2150 ae‑1800 ae) | els jònics (650 ae‑300 ae) | 2na Dinastia Zhou (800 ae-500 ae) | Barroc (1500-1800) |
| Cultura: grup ètnic d'estil marcat i intuïció còsmica unitària: "nacions". Acció d'una idea d'estat immanent | c) Constitució d'estats | | | |
| Cultura: grup ètnic d'estil marcat i intuïció còsmica unitària: "nacions". Acció d'una idea d'estat immanent | XI dinastia: Tebes. Estat centralitzat de funcionaris | Primers tirans del s. VI: Clístenes, Periandre, Polícrates, Tarquini. La ciutat estat                                                           | "Segle dels protectors" (Mingzhu, 685 ae-591 ae)                                                                                                | Cases dinàstiques i Fronde (Richelieu, Wallenstein, Cromwell): vers 1630                                                                                        |
| Cultura: grup ètnic d'estil marcat i intuïció còsmica unitària: "nacions". Acció d'una idea d'estat immanent | d) Forma política absolutista. Unitat de la ciutat i el camp ("estat i societat"). La trifuncionalitat                                                                                                | | | |
| Cultura: grup ètnic d'estil marcat i intuïció còsmica unitària: "nacions". Acció d'una idea d'estat immanent | XII dinastia: 2000 ae‑1788 ae. Poder central. Noblesa de cort i diners. Amenemhet i Senusret | La polis (absolutisme del demos). Política de l'àgora. Creació del tribunat. Temístocles i Pèricles                                             | Període de Chunqiu ("Primaveres i Tardors") 590 ae‑480 ae. Regnes Combatents. Forma acabada (Li)                                                | "Antic Règim". Rococó. Versalles. Política de gabinets. Habsburgs i Borbons. Lluís XIV i Frederic el Gran                                                       |
| Cultura: grup ètnic d'estil marcat i intuïció còsmica unitària: "nacions". Acció d'una idea d'estat immanent | e) Colps d'estat (Revolució i Napoleó). Victòria de la ciutat sobre el camp (del poble sobre els privilegiats, de la intel·ligència sobre la tradició, dels diners sobre la política)                 | | | |
| Cultura: grup ètnic d'estil marcat i intuïció còsmica unitària: "nacions". Acció d'una idea d'estat immanent | 1788 ae‑1680 ae: Revolucions i règim militar. Caiguda de l'Imperi. Petits sobirans | S. IV: revolucions socials i segons tirans (Dionisi, Jàson, Api Claudi, Alexandre el Gran)                                                      | 480 ae: Regnes Combatents. 441 ae: caiguda de la dinastia Zhou. Revolucions i guerres d'extermini                                               | Fi del s. XVIII: Revolució americana i françesa (Washington, Fox, Riqueti, Robespierre, Napoleó I)                                                              |
| Civilització: dissolució del cos ètnic. Ciutat mundial i província: el 4t ordre (massa)                      | a) Regne dels diners ("Democràcia"). La puixança econòmica modifica el poder polític | a) Regne dels diners ("Democràcia"). La puixança econòmica modifica el poder polític                                                            | a) Regne dels diners ("Democràcia"). La puixança econòmica modifica el poder polític                                                            | a) Regne dels diners ("Democràcia"). La puixança econòmica modifica el poder polític                                                                            |
| Civilització: dissolució del cos ètnic. Ciutat mundial i província: el 4t ordre (massa)                      | 1680 ae-1580 ae: hicsos. Decadència. Dictadura de generals estrangers. Victòria dels reis de Tebes a partir del 1600 ae                                                                               | 300 ae‑100 ae: hel·lenisme polític. D'Alexandre a Hanníbal i Escipió (200 ae); de Cleòmenes III i Flaminí (220 ae) a Mari, caps populars        | 480 ae‑230 ae: Regnes Combatents. 288 ae: Emperador. Estat de Qin. Incorporació dels darrers estats a partir del 249 ae                         | 1800‑2000: De Napoleó a la guerra mundial: armades, constitucions. Al s. XX, pas de les constitucions als poders individuals. Guerres d'extermini. Imperialisme |
| Civilització: dissolució del cos ètnic. Ciutat mundial i província: el 4t ordre (massa)                      | b) Formació del cesarisme. Victòria de la política de violència sobre els diners. Formes polítiques amb caràcter primitiu. Les nacions es condensen en un imperi que retorna al despotisme primitiu   | | | |
| Civilització: dissolució del cos ètnic. Ciutat mundial i província: el 4t ordre (massa)                      | 1580 ae‑1350 ae, XVIII dinastia. Tutmosis III | 100 ae‑100, de Sul·la a Domicià. Cèsar i Tiberi                                                                                                 | 250 ae‑26, Wang Zheng i dinastia occidental de Han. 221: (Shi, Huangdi, Wudi)                                                                   | 2000-2200 |
| Civilització: dissolució del cos ètnic. Ciutat mundial i província: el 4t ordre (massa)                      | c) Vers la forma definitiva: política privada dels sobirans. Egiptianisme, mandarinisme. Cristal·lització ahistòrica de l'imperialisme. Ascensió del primitivisme cap a una vida altament civilitzada | | | |
| Civilització: dissolució del cos ètnic. Ciutat mundial i província: el 4t ordre (massa)                      | 1350 ae‑1205 ae, XIX dinastia: Seti I, Ramsés II | 100-300, de Trajà a Aurelià. Trajà i Sever | 25-220, dinastia oriental de Han. 58‑76: Ming                                                                                                   | Després del 2200 |

## Reaccions
Der Untergang des Abendlandes és un dels assaigs històrics més controvertits publicats des del 1918. El seu èxit es deu, en primer lloc, al context de la publicació, la Primera Guerra Mundial, que sacsejà les tesis positivistes i científiques; després, a la síntesi d'una profusió de fets científics que Oswald Spengler realitza per formar un fresc global. Spengler concep així una història universal —una col·lecció ordenada de fets, passats, presents o futurs— que ha fascinat molts lectors.
Els aspectes especialment controvertits de l'estudi de Spengler foren, d'una banda, el seu formalisme històric —una juxtaposició d'analogies històriques que el desacredita entre alguns especialistes— i, de l'altra, les conclusions polítiques que Spengler trau de la seua concepció cíclica de les grans cultures. En acabant, el van criticar pel seu diletantisme.
El mateix Spengler anomena el seu assaig "Metafísica", cosa que no va impedir que l'historiador britànic Arnold Joseph Toynbee l'admiràs tota la vida, i fins i tot trobem en Franz Borkenau una discussió molt detallada dels principis de Spengler. En amplis sectors del món literari, sobretot a Alemanya i Àustria, la seua epopeia de civilitzacions, la van prendre seriosament autors com ara Thomas Mann, Egon Friedell, Gottfried Benn, Ludwig Wittgenstein, Martin Heidegger, Henry Miller, Richard de Coudenhove-Kalergi, Emil Cioran, etc.

La ressenya del segon volum de Der Untergang des Abendlandes publicat per la revista nord-americana Time al 1928 comença recordant la immensa influència i les controvèrsies despertades durant la darrera dècada per les idees de Spengler:
| « | Quan fa uns anys va aparéixer a Alemanya el primer volum de Der Untergang des Abendlandes, se'n van vendre milers d'exemplars. El discurs dels intel·lectuals europeus estava saturat de Spengler. L'"espenglerisme" emanava de les plomes d'innombrables deixebles. Havíeu d'haver llegit Spengler, tant si compartiu les seues idees com si us hi indignàveu. | » |

Com a conclusió d'una crítica condemnadora, Robert Musil reconeix que si altres autors no havien comés tants errors, era perquè només s'havien aventurat en un aspecte del coneixement. Així caricaturitza el "Mètode Spengler":
| « | Hi ha papallones grogues llima, hi ha papallones xineses grogues llima. Per tant, podem afirmar que, fins a un cert punt, la papallona és, per a l'Europa central, l'anàleg nan i alat dels xinesos: papallona i xinesa són, de fet, totes dues evocacions del plaer dels sentits. Aquesta és la primera vegada que s'estableix la correspondència entre l'era dels lepidòpters i la cultura xinesa. Que la papallona tinga ales i que la xinesa no és sols un epifenomen… | » |

Thomas Mann elogià l'assaig de manera contundent i proposà concedir-li el Premi Nietzsche: hi va veure un "llibre impregnat d'un sentit tràgic, d'hipòtesis audaces, en què trobem els trets essencials necessaris hui per a l'alemany". Al 1922, però, quan començà a reconciliar-se amb la República de Weimar, es distancià més de Spengler. Tot i que encara apreciava l'èpica brillant, es distancià del pessimisme schopenhauerià i del sentit de la tragèdia de l'autor. L'obra li semblava massa fatalista i derrotista:
| « | Aquestes idees preconcebudes i aquest menyspreu cap a l'ésser humà són el valor de Spengler en el comerç... S'equivoca en presentar Goethe, Schopenhauer i Nietzsche com els inspiradors de la seua profecia de hiena. (Ces idées préconçues et ce mépris de l'Homme sont le fonds de commerce de Spengler… Il a tort de présenter Goethe, Schopenhauer et Nietzsche comme les inspirateurs de sa prophétie de hyène.). | » |

Karl Popper va escriure The Poverty of Historicism com una reacció contra el principi de Spengle que hi ha lleis històriques immutables. El crític marxista György Lukács considerà l'estudi de Spengler com un pas entre Nietzsche i Hitler.
Theodor Adorno no defensà pas el conjunt de la filosofia de la història de Spengler davant les crítiques tendencioses i a vegades deliberadament difamatòries de la postguerra; les considerava, però, massa simplistes i definitives:
| « | Spengler compte au nombre des théoriciens de l'extrémisme dont la critique du Libéralisme des progressistes se dévoile pas à pas. (Spengler és un dels teòrics de l'extremisme la crítica del qual cap al liberalisme progressista es revela pas a pas.) | » |

Adorno avala la interpretació de Spengler del feixisme com a cesarisme modern i amplia els arguments amb els quals ataca la cultura de masses i el sistema de partits. La major part de l'assaig d'Adorno, però, no està pas d'acord amb la interpretació de Spengler del curs sagnant de la història: després d'haver observat que "Nietzsche, el grandiloqüent estil del qual Spengler imita fins a la sacietat, sense que mai, a diferència del mateix Nietzsche, es resigne a reconciliar-se amb el món", arriba a aquesta crítica:
| « | Spengler et ses semblables sont moins les prophètes du tour pris par l'Esprit du Monde que ses acteurs zélés (Spengler i els seus companys són menys els profetes del gir pres per l'Esperit del Món que els seus actors celosos.). | » |

L'historiador belga David Engels reprengué la tesi de Spengler i va postular, a partir d'una comparança sistemàtica de dotze indicadors de crisi, analogies fonamentals entre la crisi de la Unió Europea del segle XXI la caiguda de la República Romana tardana.

## Influències posteriors
L'assaig de Spengler va influir, entre d'altres, en Arnold Joseph Toynbee i John Bagot Glubb que, analitzant els cicles de creixement i col·lapse de dèsset civilitzacions i no sols d'Occident, n'identificaren les semblances i s'adonaren que totes tenen el mateix cicle, i es diferencien sols en la fase final, a la fi de la seua decadència.